# شش‌ماهی مرمری
شش ماهی مرمری (نام علمی: Protopterus aethiopicus) نام یک گونه از سرده شش‌ماهی‌های آفریقایی است.